# 형옹 (학자)
형옹(邢顒, ?~?)은 학자이자, 진주 형씨의 시조이다.
고구려 영류왕 때 당나라로부터 파견된 8학사 중 한 명으로 파견된 이후 고구려에 정착했다.

## 참고 자료
- “형씨(邢氏) 본관(本貫) 진주(晋州)”. 《한국족보출판사》. 2022년 8월 25일에 원본 문서에서 보존된 문서.
- 金光林 (2014). “A Comparison of the Korean and Japanese Approaches to Foreign Family Names” (PDF). 《Journal of cultural interaction in East Asia》 (영어) (東アジア文化交渉学会). 18면. 2016년 3월 27일에 원본 문서 (PDF)에서 보존된 문서.